# 孫正倫
孫 正倫（ソン・ジョンリュン、1991年9月18日 - ）は、山口県出身の元サッカー選手。ポジションは、ミッドフィールダー、ディフェンダー（左サイドバック）。

## 経歴
ミレニオ・アスレティッククラブU-15ではキャプテンを務める。中学生時代には朝鮮代表としてワールドカップに出場したいという思いを抱く。その後アビスパ福岡U-18に加入。U-18在籍時からトップチームのトレーニングや練習試合などに参加し、2009年3月にはトップチームの春季（宮崎）キャンプにも参加した。さらにその後、トップチームの天皇杯出場メンバーにも登録される。そして11月5日に2010年からのトップチームへの昇格が内定しクラブと仮契約を締結するも、2012年11月26日、契約満了に伴いアビスパ福岡を退団。2010年から3シーズン、リーグ戦無出場に終わった。
2013年よりレノファ山口に完全移籍、2シーズンを過ごしたが2014年シーズン終了後に退団。
2018年、元同僚で福原康太が監督兼GMを務めるFCバレイン下関に加入した。
2021年、引退発表。

## 所属クラブ
ユース経歴
- ミレニオ・アスレティッククラブU-15 (下関朝鮮初中級学校 初級部・中等部)
- 2007年 - 2009年 アビスパ福岡U-18 (九州朝鮮中高級学校 高級部)

プロ経歴
- 2010年 - 2012年  アビスパ福岡
- 2013年 - 2014年  レノファ山口FC
- 2018年 - 2021年  FCバレイン下関

## 個人成績
| 国内大会個人成績 | 国内大会個人成績 | 国内大会個人成績 | 国内大会個人成績 | 国内大会個人成績 | 国内大会個人成績 | 国内大会個人成績 | 国内大会個人成績 | 国内大会個人成績 | 国内大会個人成績 | 国内大会個人成績 | 国内大会個人成績 |
| 年度             | クラブ           | 背番号           | リーグ           | リーグ戦         | リーグ戦         | リーグ杯         | リーグ杯         | オープン杯       | オープン杯       | 期間通算         | 期間通算         |
| 年度             | クラブ           | 背番号           | リーグ           | 出場             | 得点             | 出場             | 得点             | 出場             | 得点             | 出場             | 得点             |
| 日本             | 日本             | 日本             | 日本             | リーグ戦         | リーグ戦         | リーグ杯         | リーグ杯         | 天皇杯           | 天皇杯           | 期間通算         | 期間通算         |
| ---------------- | ---------------- | ---------------- | ---------------- | ---------------- | ---------------- | ---------------- | ---------------- | ---------------- | ---------------- | ---------------- | ---------------- |
| 2009             | 福岡             | 34               | J2               | 0                | 0                | -                | -                | 0                | 0                | 0                | 0                |
| 2010             | 福岡             | 26               | J2               | 0                | 0                | -                | -                | 1                | 1                | 1                | 1                |
| 2011             | 福岡             | 26               | J1               | 0                | 0                | 0                | 0                | 0                | 0                | 0                | 0                |
| 2012             | 福岡             | 26               | J2               | 0                | 0                | -                | -                | 0                | 0                | 0                | 0                |
| 2013             | 山口             | 6                | 中国             | 15               | 0                | -                | -                | 1                | 0                | 16               | 0                |
| 2014             | 山口             | 6                | JFL              | 1                | 0                | -                | -                | -                | -                | 1                | 0                |
| 通算             | 日本             | 日本             | J1               | 0                | 0                | 0                | 0                | 0                | 0                | 0                | 0                |
| 通算             | 日本             | 日本             | J2               | 0                | 0                | -                | -                | 1                | 1                | 1                | 1                |
| 通算             | 日本             | 日本             | JFL              | 1                | 0                | -                | -                | -                | -                | 1                | 0                |
| 通算             | 日本             | 日本             | 中国             | 15               | 0                | -                | -                | 1                | 0                | 16               | 0                |
| 総通算           | 総通算           | 総通算           | 総通算           | 16               | 0                | 0                | 0                | 2                | 1                | 18               | 1                |

- 2009年はアビスパ福岡U-18所属
- 公式戦初出場 - 2010年11月17日 天皇杯4回戦対大宮アルディージャ戦 (NACK5スタジアム大宮)
  - 先発出場、77分岡本英也と途中交代
- 公式戦初得点 - 同上
  - 19分ゴール

## 代表歴
- U-15北朝鮮代表